# Neoptera
De Neoptera is een groep van insecten waartoe alle soorten behoren die in beginsel de vleugels kunnen vouwen. De naam Neoptera betekent nieuwvleugeligen; neo = nieuw, ptera = vleugels. De tegenhanger is de Palaeoptera (paleo = oud), deze groep bevat insecten zoals de haften en de libellen, groepen waarvan de soorten hun vleugels niet naar achteren kunnen vouwen. 